# 藤林敬三
藤林 敬三（ふじばやし けいぞう、1900年11月8日 - 1962年9月15日）は、日本の経済学者。専門は労働経済論。

## 経歴
大阪市出身。1926年慶應義塾大学経済学部を卒業、経済学部助手に就任。1929年11月～32年2月の間に慶應義塾派遣留学生としてドイツ(ベルリン大学・ライプツィヒ大学)・フランス・イギリス・アメリカに留学し、心理学・産業心理学を学ぶ。1932年慶大経済学部助教授、1934年教授。1945年「労働者政策ト労働科学ニ就イテ」で慶大経済学博士を取得。その後も労働経済論・経済心理学を研究していき、1959年には慶應義塾大学産業研究所初代所長に就任する。
他方、1945年に労務法制審議会委員として労働組合法・労働関係調整法・労働基準法の原案審議に参画するなど「労働者政策」の社会的実現に尽力し、以後、中央労働委員会・国鉄中央調停委員会・社会保障制度審議会・公共企業体等労働委員会・経済審議会等の諸機関における委員・委員長・会長を歴任する。特に1960年3月に中央労働委員会の四代目会長に就任してからは、三井三池争議をはじめとした多くの重要な労働争議の解決に尽力した。1962年9月15日に死去。
1937年11月～39年8月の期間、看護兵として中支各地の病院勤務への従事を経験したを持つ。
藤林研究会出身者に尾高煌之助一橋大学名誉教授がいる。

## 著書
- 『経営学全集 第12巻 経済心理学 能率心理学の批判と労働者心理学の研究』東洋出版社 1935
- 『労働科学叢書 労働者政策と労働科学』有斐閣 1941
- 『労働者政策の基本問題』慶応出版社 1943
- 『勤労と生活』慶応出版社 1944
- 『労資関係論』経営評論社 1949
- 『わが国労働組合の課題と特質』労働行政研究所 1949
- 『労使関係と労使協議制』ダイヤモンド社 慶応義塾大学産業研究所叢書 1963

### 共著編
- 『組織労働の新方向』富樫総一,桂皋共著 東洋經濟新報社 東洋經濟講座叢書 1947
- 『法規上に於ける給与疑義解釈』労働文化社賃金調査部共著 勞働文化社 1948
- 『改正労組法に基く労働協約の詳解』労働文化研究所共著 敎育資料社 1949
- 『労働組合保障 クローズド・ショップの問題』井原糺共著 慶應出版社 1949
- 『労働者教育の諸問題』末弘重夫共著 労働文化社 1949
- 『労働用語辞典』編 労働文化社 1949
- 『毎日ライブラリー 労働』編 毎日新聞社 1955
- 『退職金と年金制度』編 ダイヤモンド社 1956
- 『新しい賃金体系の在り方』編 ダイヤモンド社 1958
- 『労働争議と新しい労使関係』編 ダイヤモンド社 1958
- 『労働協約の実務』菊池勇夫共編 ダイヤモンド社 1960
- 『企業の繁栄と労使のありかた』石田謙一郎,和田春生共著 日本生産性本部 中小企業労使関係双書 1961

### 翻訳
- F.ラフィット『社会保障制度 英国社会保障への道』角田豊共訳 好学社 1949
- S.レヴィーン『日本の労使関係』川田寿共訳 ダイヤモンド社 1959

### 記念論文集
- 『労働問題研究の現代的課題 藤林敬三博士還暦記念論文集』ダイヤモンド社 1960

## 参考
- デジタル版日本人名大辞典
- 「藤林敬三博士年譜」『三田学会雑誌』第56巻第6/7号、慶應義塾経済学会、1963年7月、469(1)-470(2)、ISSN 0026-6760、NAID 120005375327。